# Prosimulium luganicum
Prosimulium luganicum är en tvåvingeart som beskrevs av Rubtsov 1956. Prosimulium luganicum ingår i släktet Prosimulium och familjen knott. Arten är reproducerande i Sverige. Inga underarter finns listade i Catalogue of Life.